# فرهنگ مصری

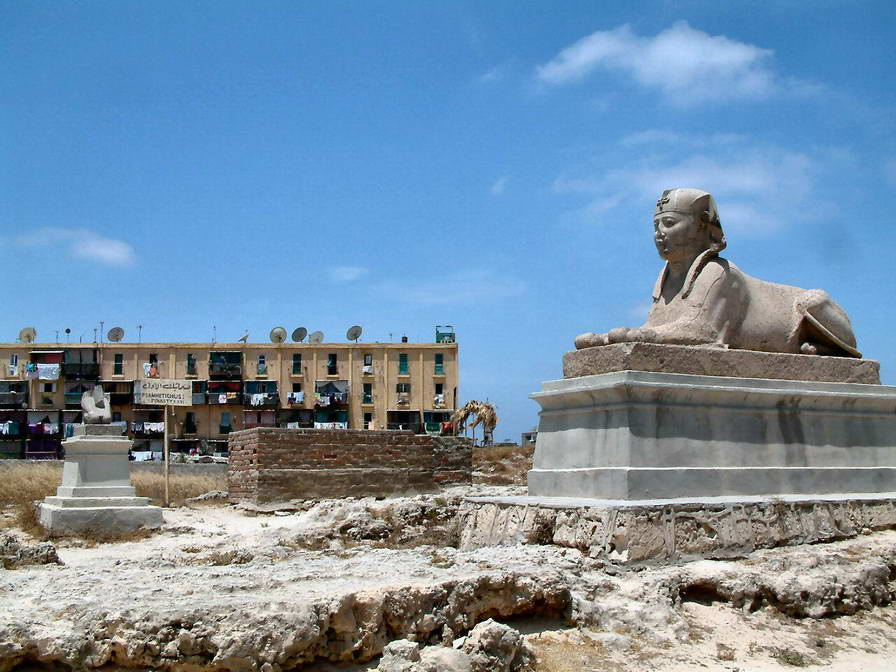
آثار باستانی در کنار بندر اصلی دریای مصر اسکندریه.

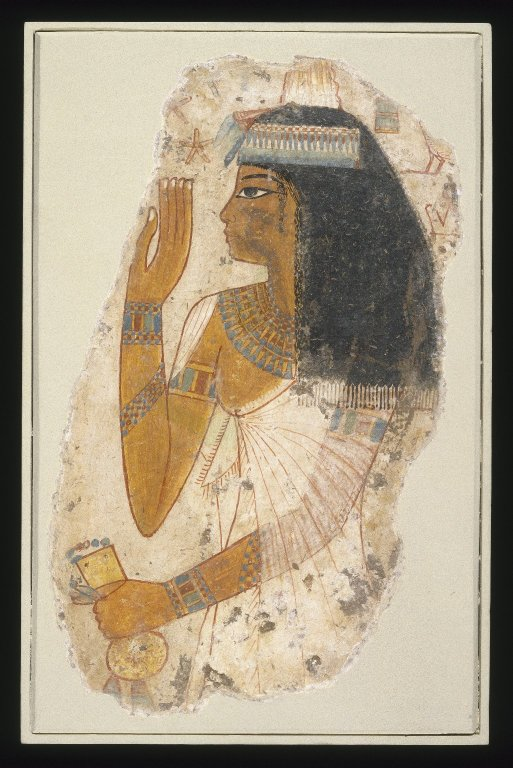
بانوی تیهپا

فرهنگ در مصر (عربی: الثقافة في مصر) دارای ۶۰۰۰ سال سابقه تاریخی نگارش شده و ثبت شده دارد. مصر قدیم یکی از قدیمی‌ترین تمدن‌های بشری را در خود جای داده بوده‌است. در طول هزاران سال ثبات و استقرار خودش را حفظ کرده‌است با اینکه تحت تأثیر فرهنگ‌های زیادی منجمله اروپا و خاورمیانه و آفریقا قرار داشته‌است. بعد از سلسله فراعنه در مصر، مصر تحت تأثیر فرهنگ یونانی‌ها، سپس تحت تأثیر مسیحیت و آیین مسیحیت، بعد از آن تحت تأثیر فرهنگ عربی و اسلامی قرارگرفت. امروز بسیاری از فرهنگ قدیمی مصر در حال کنش واکنش با جدیدترین عناصر فرهنگی می‌باشد، به عنوان مثال الان بسیاری از آثار تمدن غربی جدید را می‌توان در کنار فرهنگ و ریشه‌های فرهنگی قدیمی مصر مشاهده نمود.

## رود نیل
رود نیل در زبان قدیم مصری‌ها حابی خوانده می‌شد. آب نیل با قنات‌ها و ترعه‌ها (کانالها) و دریاچه‌ها نقش و اهمیت بالایی در شستشو و پاکیزه کردن کشور و همین‌طور در وضعیت آب و هوا در مصر داشته‌است. در قدیم مردم مصر تعداد زیادی رب‌النوع (خدایان مذکر) و ربه النوع (خدایان مؤنث) را که در ارتباط با رود نیل بودند پرستش می‌کردند. خدای اصلی در بین آن‌ها همانا حابی سرور خدایان بود، در مصر قدیم او را در هیئت مردی تصور می‌کردند که دارای دو دست و شکمی که پرشده و رنگ آن سیاه یا آبی بود، این تصویر بیانگر و سمبل حاصلخیزی بود که رود نیل به مصر بخشیده بود. بعضاً مصری‌ها حابی را در حالی که انواع گل‌ها، مرغ‌ها، ماهی‌ها، سبزیجات و میوه‌ها را در کنار شاخه خرما حمل می‌کند به عنوان نشانه سال‌ها در مصر تصویر کرده‌اند. از دیگر خدایان نیل که مصری‌ها عبادت می‌کردند سوبیک خدای تمساح بود که در قسمت‌های اسنا وکوم امبو و الفیوم پرستش می‌گردد.

## حمله اسکندر
از مشهورترین حوادث تاریخی که در مصر اتفاق افتاده‌است می‌توان به حمله اسکندر به مصر و تسخیر مصر توسط وی در پاییز سال ۳۳۲ قبل از میلاد را نام برد، بطوریکه اسکندر در این حمله توانست با بیرون راندن فرمانده ایرانی حاکم در مصر بنام مازاکس بر مصر مسلط و حاکم شده، حکومت مقدونی را در مصر برقرار نمود علی‌رغم اینکه خود اسکندر زمان زیادی در مصر نماند. در همین مدت کوتاهی که اسکندر در مصر بود توانست پایه‌های حکومت مقدونی به ظاهر غربی ولی در اصول و پایه‌ها مصری را در این کشور برقرار نماید، حکومت سلسله بطلمیوس یونانی به مدت سه قرن بر این کشور حکومت نمود، در این مدت طولانی از بابت علوم و فلسفه و شناخت و اقتصاد و تجارت و صنعت و ازدیاد ساکنان مصر رشد و پیشرفت شایانی نمود.

## خدایان مصر
خدای آتشفشان و خلق و آفریدن خنوم نام داشت که در اسوان پرستش می‌شد، خنوم خدای مسئول خلقت بشر و در کنار آن ارواح نگهبان به نام الکا بود.
خدای مؤنث ساتت همسر خنوم بود و معبد او مرکز عبادت و اعتقاد اصلی به خنوم در اسوان بود، مرکز دینی در اسوان بر تمامی آب‌ها و توزیع آن‌ها از جزیره الالفنتین در شمال تا جزیره بجاح در الشلال الاول در سمت جنوب اشراف و نظارت داشت.
خدای آب‌ها حکت نام داشت که خدای قورباغه و آب‌ها بود، در تصور مردم عادی او از نزدیکان خنوم به‌شمار می‌آمد هنگامی که به صورت یک طفل و روحی که از گوساله ماده مقدس نگهبانی می‌کند.
مصر تحت تأثیر فرهنگ‌های بسیاری از تمام نقاط عالم در طول تاریخ بوده‌است، بطوریکه می‌توان گفت: مصر یک لوح و تابلویی است که تمام تمدن روی آن چیزی نگاشته‌اند ولی کماکان خود مصر دارای تمدن و فرهنگ خاص خودش بوده و می‌باشد.